# Tortula polycarpa
Tortula polycarpa är en bladmossart som beskrevs av Per Karl Hjalmar Dusén 1906. Tortula polycarpa ingår i släktet tussmossor, och familjen Pottiaceae. Inga underarter finns listade i Catalogue of Life.